# Antoniówka (powiat krasnostawski)
Antoniówka – wieś w Polsce położona w województwie lubelskim, w powiecie krasnostawskim, w gminie Gorzków.
W 1946 odznaczona Orderem Krzyża Grunwaldu III klasy.
W latach 1975–1998 miejscowość należała administracyjnie do województwa zamojskiego.
Wieś stanowi sołectwo gminy Gorzków. Według Narodowego Spisu Powszechnego (III 2011 r.) wieś liczyła 147 mieszkańców.
Wierni Kościoła rzymskokatolickiego należą do parafii św. Stanisława Biskupa i Męczennika w Gorzkowie.